# Distrito electoral de Imperial East (condado de Chase, Nebraska)
Imperial East (en inglés: Imperial East Precinct) es un distrito electoral ubicado en el condado de Chase en el estado estadounidense de Nebraska. En el Censo de 2010 tenía una población de 931 habitantes y una densidad poblacional de 184,91 personas por km².

## Geografía
Imperial East se encuentra ubicado en las coordenadas 40°30′48″N 101°38′4″O / 40.51333, -101.63444. Según la Oficina del Censo de los Estados Unidos, Imperial East tiene una superficie total de 5.03 km², de la cual 5.03 km² corresponden a tierra firme y (0.05%) 0 km² es agua.

## Demografía
Según el censo de 2010, había 931 personas residiendo en Imperial East. La densidad de población era de 184,91 hab./km². De los 931 habitantes, Imperial East estaba compuesto por el 78.09% blancos, el 0% eran afroamericanos, el 0.21% eran amerindios, el 0% eran asiáticos, el 0% eran isleños del Pacífico, el 19.55% eran de otras razas y el 2.15% pertenecían a dos o más razas. Del total de la población el 29.22% eran hispanos o latinos de cualquier raza.